# Finanzaufsichts- und Informationsbehörde
| Basisdaten    | Basisdaten                                                                                            |
| ------------- | --- |
| Name:         | Finanzaufsichts- und Informationsbehörde (ASIF) (Autorità di Supervisione e Informazione Finanziaria) |
| Sitz:         | Palazzo San Carlo 00120 Città del Vaticano Lage auf interaktiver Karte                                |
| Präsident:    | Carmelo Barbagallo (seit November 2019)                                                               |
| Direktor:     | Giuseppe Schlitzer (seit April 2020)                                                                  |
| Vizedirektor: | Federico Antellini Russo (seit April 2020)                                                            |

Die Finanzaufsichts- und Informationsbehörde (italienisch Autorità di Supervisione e Informazione Finanziaria, lateinisch Auctoritas Vigilantiae et Inspectionis Pecuniariae), kurz ASIF, ist die Financial Intelligence Unit (FIU) des Vatikans, die Behörde für die Überwachung von Geldwäsche, Terrorismusfinanzierung und finanziellen Informationen sowie für die Regulierung von Finanzunternehmen.
Sie wurde im Dezember 2010 als Finanzinformationsbehörde (A.I.F.) durch ein Motu Proprio von Papst Benedikt XVI. ins Leben gerufen. Im März 2022 hat Papst Franziskus mit der Apostolischen Konstitution Praedicate Evangelium ihre Funktion und Eigenständigkeit ausdrücklich bestätigt.

## Geschichte
Anfang der 2000er-Jahre nahm die Kritik an Finanzpolitik und -aufsicht des Vatikans zu. In einer Währungsvereinbarung mit der Europäischen Union  hatte der Vatikanstaat im Dezember 2000 das Recht erworben, EURO-Banknoten und -Münzen herauszugeben. Die im Dezember 2009 aktualisierte Vereinbarung enthält auch Verpflichtungen zur Übernahme von EU-Regelungen zur Finanzkontrolle.
Die Umsetzung der Vereinbarung erfolgte durch Papst Benedikt XVI. am 30. Dezember 2010 mit Gesetzgebung für den Vatikanstaat und entsprechender Maßnahmen für den Heiligen Stuhl und alle mit ihm verbundenen Organisationen und Einrichtungen. Mit dem Apostolischen Schreiben Zur Vorbeugung und Bekämpfung illegaler Aktivitäten im Bereich der Geld- und Finanzgeschäfte wurde die Finanzinformationsbehörde (A.I.F.) innerhalb des Rahmens der Apostolischen Konstitution "Pastor Bonus" errichtet. Am selben Tag erließ der Papst deren Statut und promulgierte das Gesetz des Staates der Vatikanstadt über die Verhütung und Bekämpfung der Geldwäsche und der Terrorismusfinanzierung (Legge dello Stato della Città del Vaticano concernente la prevenzione ed il contrasto del riciclaggio dei proventi di attività criminose e del finanziamento del terrorismo), das die Rechtsgrundlage für die Errichtung der Behörde bildete Zum ersten Präsidenten der Behörde wurde am 19. Januar 2011 Attilio Nicora ernannt, der im Sommer 2011 als Kardinalpräfekt der Güterverwaltung des Apostolischen Stuhls zurücktrat, um Unvereinbarkeiten mit seiner neuen Position zu vermeiden.
In der Folge kam es zu einer intensiven Zusammenarbeit mit Moneyval, dem Expertenausschusses des Europarates für die Bewertung von Maßnahmen gegen Geldwäsche und Terrorismusfinanzierung. Im Juli 2013 wurde die Finanzinformationsbehörde (A.I.F.) Mitglied der EGMONT-Gruppe Am 15. November 2013 erließ Papst Franziskus ein neues Statut für die Behörde; gleichzeitig wurden die einschlägigen Gesetze des Vatikanstaates aktualisiert.

### Präsidenten
- Kardinal Attilio Nicora (2011–2014)
- Bischof Giorgio Corbellini (2014 ad interim)
- René Brülhart (2014–2019)
- Carmelo Barbagallo (seit 2019)

### Direktoren
- Francesco De Pasquale (2011–2013)
  - Stellvertretender Direktor Alfredo Pallini (2011–2012)
- René Brülhart (2013–2014)
  - Stellvertretender Direktor ad interim Tommaso Di Ruzza (2014–2015)
- Tommaso Di Ruzza (2015–2020)
- Giuseppe Schlitzer (seit 2020)
  - Stellvertretender Direktor Federico Antellini Russo (seit 2020)

## Aufgaben
Die Behörde ist Aufsichtsgremium aller Finanztransaktionen im Staat der Vatikanstadt sowie der römischen Kurie und aller Organisationen und Institutionen abhängig vom Heiligen Stuhl. Ein Jahr zuvor hat der Heilige Stuhl in einer Vereinbarung mit der Europäischen Union die Schaffung einer solchen Kontrollinstanz in Aussicht gestellt. 
Im Juli 2013 gab der Pressesprecher des Vatikans, Pater Federico Lombardi bekannt, dass das Istituto per le Opere di Religione (IOR, „Vatikanbank“) ein Finanzberatungsinstitut aus Washington, D.C., die Promontory Financial Group, beauftragt hat, alle Konten und Aktivitäten einer forensischen Prüfung auf Geldwäsche zu unterziehen. Dabei arbeite diese Firma bei der Untersuchung mit der Vatikanischen Finanzinformationsbehörde und den Justizbehörden zusammen, um diese Fälle aufzuklären.

## Beschäftigte
Am 30. Januar 2014 entband Papst Franziskus Attilio Nicora auf seinen Wunsch vom Amt des Präsidenten und ernannte Kurienbischof Giorgio Corbellini zum Interimspräsidenten. Als Direktor der Behörde fungierte von 2012 bis 2014 René Brülhart, ein Schweizer, der von 2010 bis 2012 Vizepräsident der Egmont Group war und der bis 2012 Direktor der Stabsstelle Financial Intelligence Unit  von Liechtenstein war. Sein Vorgänger, Francesco De Pasquale, der von 2011 bis 2012 Direktor der AIF war, wurde zum Mitglied des Verwaltungsrates ernannt. Der Verwaltungsrat hatte folgende weitere Mitglieder: Claudio Bianchi, Marcello Condemi, Giuseppe Dalla Torre del Tempio di Sanguinetto und Cesare Testa. Ab 2014 leitete Brülharts Stellvertreter Tommaso Di Ruzza die Behörde zunächst kommissarisch, ab 2015 als sein Nachfolger, während Brülhart selbst in den Verwaltungsrat wechselte. Di Ruzza wurde Anfang Oktober 2019 zusammen mit anderen leitenden Mitarbeitern suspendiert, nachdem eine Razzia in der Behörde stattgefunden hatte.
Am 15. April 2020 wurden Giuseppe Schlitzer zum Direktor und Federico Antellini Russo zum Vizedirektor ernannt.

## Ermittlungen bei der Behörde
Im Herbst 2019 beschlagnahmte die vatikanische Staatsanwaltschaft bei einer Razzia Dokumente und Computer der Finanzinformationsbehörde. Gründe der Durchsuchung waren nach Angaben von Staatsanwalt Gian Piero Milano Anzeigen der Vatikanbank und des Generalrevisors im Frühjahr 2019. Betroffen war die Abteilung, die die Kontakte zu den weltweiten diplomatischen Vertretungen des Heiligen Stuhls im Ausland unterhielt.
Zu den weiteren Angeklagten zählten der ehemalige Leiter der vatikanischen Finanzinformationsbehörde (FIA), René Brülhart. 
Als Konsequenz aus dem Immobilienskandal um Kardinal Giovanni Angelo Becciu wurden René Brülhart und Investmentfondsmanager Enrico Crasso angeklagt. Ihnen wird Machtmissbrauch vorgeworfen. Auch der ehemalige FIA-Direktor Tommaso Di Ruzza und die Beraterin Cecilia Marogna müssen sich dem Gericht im Vatikan stellen.